# NGC 4794
NGC 4794 é uma galáxia espiral barrada (SBa) localizada na direcção da constelação de Corvus. Possui uma declinação de -12° 36' 33" e uma ascensão recta de 12 horas, 55 minutos e 10,4 segundos.
A galáxia NGC 4794 foi descoberta em 24 de Fevereiro de 1786 por William Herschel.